# Древнее земледельческое поселение Кука
Древнее земледельческое поселение Кука (Болото Кука) — археологический памятник на территории Папуа — Новой Гвинеи, показывающий изолированное развитие сельского хозяйства на протяжении 7-10 тысячелетий.
Памятник расположен в юго-восточной части острова Новая Гвинея, в провинции Уэстерн-Хайлендс в 12,5 км к северо-востоку от административного центра этой провинции города Маунт-Хаген на высоте 1550 метров над уровнем моря, в высокогорной долине Вахги. Площадь памятника — 116 гектаров.
В данной болотистой местности сохранились следы перехода от собирательства к сельскому хозяйству, по оценкам археологов в данной местности этот процесс проходил примерно в 5 тысячелетии до н. э., к этому периоду относятся найденные пригорки-грядки по кромке влажной зоны. Примерно за 2000 лет до н. э. здесь была создана система дренажных каналов, связанных в единую сеть.
Преимущественно выращивались фруктовые и ореховые деревья, растения со съедобными корнями — ямс, таро, пастбищные культуры, сахарный тростник, зелень, лиственные овощи и бананы.
Уникальность данной местности заключается в наличии доказательств возделывания таро, начавшегося раньше, чем земледелие в Китае и Америке, а также в том, что это единственный известный археологический памятник на болотах со следами раннего земледелия. 
Археологические раскопки и исследования проводятся с 1960-х годов, пионером в данной области был австралийский археолог Джек Голсон.
На территории памятника проживает племя кавелка, с 1990-х годов они выращивают сладкий картофель, бананы и кофе.
В 2008 году местность включена в список Всемирного наследия. Она стала первым и единственным памятником культурного наследия Папуа-Новой Гвинеи, получившим такое признание.